# Condado de Haro
El condado de Haro es un título nobiliario español creado en 1430 por Juan II de Castilla al donar la villa de Haro a Pedro Fernández de Velasco durante las Cortes de Medina del Campo, por la ayuda recibida en su lucha contra Juan II de Aragón. 
En 1458, el I conde de Haro fundó un mayorazgo agnaticio, que excluía a las hembras de la sucesión razón por la cual todos sus poseedores serán varones. Con Íñigo Fernández de Velasco y Mendoza el título pasó a ser el que recibían al nacer los primogénitos de los Fernández de Velasco. Tiene carácter vitalicio y hereditario.
Diego Fernández de Velasco y su esposa Francisca Paula Benavides, fueron los últimos condes de Haro que tuvieron el señorío de la villa, debido a la abolición de los señoríos el mismo año del fallecimiento de Diego. Sus sucesores hicieron reclamaciones para seguir manteniendo el título honorífico por razón de alcabalas.
Hasta 1776 estuvo siempre en posesión del linaje de los Velasco, después pasó a los Pacheco Téllez-Girón, duques de Escalona, en cuya descendencia permanece hasta la fecha. Algunos de los condes de Haro, contarían también entre otros con los títulos de condestables de Castilla, duques de Frías, duques de Uceda, marqueses de Berlanga. marqués de Caracena, condes de Pinto, etc.

## Lista de titulares
|                                  | Titular                                                     | Periodo                          |
| Creación por Juan II de Castilla | Creación por Juan II de Castilla                            | Creación por Juan II de Castilla |
| -------------------------------- | ----------------------------------------------------------- | -------------------------------- |
| I                                | Pedro Fernández de Velasco                                  | 1430-1470                        |
| II                               | Pedro Fernández de Velasco                                  | 1470-1492                        |
| III                              | Bernardino Fernández de Velasco y Mendoza                   | 1492-1512                        |
| IV                               | Íñigo Fernández de Velasco y Mendoza                        | 1512-1528                        |
| V                                | Pedro Fernández de Velasco y Tovar                          | 1528-1559                        |
| VI                               | Íñigo Fernández de Velasco y Tovar                          | 1559-1585                        |
| VII                              | Juan Fernández de Velasco y Tovar                           | 1585-1607                        |
| VIII                             | Íñigo Fernández de Velasco y Girón                          | 1607                             |
| IX                               | Juan Fernández de Velasco y Fernández de Córdoba            | 1607-1611                        |
| X                                | Bernardino Fernández de Velasco y Tovar                     | 1611-1652                        |
| XI                               | Íñigo Melchor Fernández de Velasco y Guzmán                 | 1652-1696                        |
| XII                              | José Manuel Fernández de Velasco y Tovar                    | 1696-1713                        |
| XIII                             | Bernardino Fernández de Velasco y Tovar                     | 1713-1727                        |
| XIV                              | Agustín Fernández de Velasco y Bracamonte                   | 1727-1741                        |
| XV                               | Bernardino Fernández de Velasco y Pimentel                  | 1741-1771                        |
| XVI                              | Martín Fernández de Velasco y Pimentel                      | 1771-1776                        |
| XVII                             | Diego Fernández de Velasco                                  | 1776-1811                        |
| XVIII                            | Bernardino Fernández de Velasco                             | 1811-¿?                          |
| XIX                              | Bernardino Fernández de Velasco y Roca de Togores           | ¿?                               |
| XX                               | José María Bernardino Silverio Fernández de Velasco y Jaspe | ¿?-1888                          |
| XXI                              | Bernardino Fernández de Velasco y Balfe Jaspe y Roser       | 1888-1916                        |
| XXII                             | José Fernández de Velasco y Sforza                          | 1937-1986                        |
| XXIII                            | Francisco de Borja de Soto y Moreno-Santa María             | 1999-actual titular              |

## Historia de los condes de Haro
- Pedro Fernández de Velasco, el buen conde de Haro (1399-Medina de Pomar, 25 de febrero de 1470) I conde de Haro,[1] señor de Haro, Arnedo, Belorado, Cerezo de Río Tirón, Frías, Santo Domingo de Silos y otros lugares, camarero mayor del rey Juan II y condestable de Castilla.[1]

Casó en 1423 con Beatriz Manrique y Castilla, hija de Pedro Manrique de Lara y Mendoza (1381-1440), VIII señor de Amusco, de Treviño y varios lugares, adelantado mayor de Castilla de León, y de Leonor de Castilla, hija del I duque de Benavente. Sucedió su hijo:
- Pedro Fernández de Velasco (1425-Burgos, 6 de enero de 1492), II conde de Haro,[3] señor de Frías, condestable de Castilla y de León, camarero del rey Enrique IV y merino mayor de Castilla.[3]

Casó con Mencía de Mendoza y Figueroa, hija del I marqués de Santillana. Sucedió su hijo:
- Bernardino Fernández de Velasco y Mendoza (1454-9 de febrero de 1512), III conde de Haro, I duque de Frías,[4] VII condestable de Castilla.

Casó en primeras nupcias en 1472 con Blanca de Herrera y Portugal, IV señora de Pedraza y Cigales, hija de García González de Herrera, III señor de Pedraza y mariscal de Castilla, y de María Niño de Portugal. De este matrimonio nació Ana de Velasco y Herrera, que casó con Alonso Pimentel y Pacheco, V conde de Benavente. Contrajo segundo matrimonio en 1500 con Juana de Aragón (m. 1510), hija natural del rey Fernando el Católico con Juana Nicolau, siendo padres de Juliana Ángela de Velasco y Aragón (1509), I condesa de Castilnovo, que casó con su primo hermano Pedro Fernández de Velasco y Tovar. Tuvo un hijo natural con Inés Enríquez de Sagrado llamado Bernardino de Velasco que fue el I señor de Castelgeriego. Por haber muerto el primer duque sin descendencia legítima masculina, la casa pasó a su hermano:
- Íñigo Fernández de Velasco y Mendoza (1455-17 de septiembre de 1528), IV conde de Haro,[7] II duque de Frías[4] y caballero del Toisón de Oro[7]

Casó en 1480 con María de Tovar y Vivero, VI señora de Berlanga y X señora de Tovar, hija de Luis de Tovar y María Vivero Sotomayor, señores de Berlanga. Fueron padres de Pedro Fernández de Velasco quien heredaría el título de Frías. Su hijo segundo Juan Sánchez de Tovar y Velasco (1500-1540), recibió los bienes de su madre y fue el I marqués de Berlanga por concesión del emperador Carlos I el 10 de abril de 1529. Sucedió su primogénito:
- Pedro Fernández de Velasco y Tovar (m. 9 de noviembre de 1559), V conde de Haro, III duque de Frías,[4] IV condestable de Castilla y caballero del Toisón de Oro.[7]

Casado con su prima hermana, Juliana Ángela de Velasco y Aragón, hija de Bernardino Fernández de Velasco y Mendoza, sin dejar descendencia legítima, sucedió su sobrino, hijo de su hermano Juan Sánchez de Tovar y Velasco, el I marqués de Berlanga, y de su segunda esposa, María Girón de Guzmán.
- Íñigo Fernández de Velasco y Tovar (1520-1585), VI conde de Haro, IV duque de Frías,[4] II marqués de Berlanga, embajador en Roma, miembro del Consejo de Estado y del de Italia, presidente de Aragón y camarero mayor de Felipe II.[8]

Casó con Ana Ángela Águeda de Guzmán y Aragón. Sucedió su hijo del segundo matrimonio:
- Juan Fernández de Velasco y Tovar (1550-15 de marzo de 1613), VII conde de Haro,[8] V duque de Frías,[4] IV marqués de Berlanga, VI condestable de Castilla de su linaje, gobernador de Milán en (1592-1595), (1595-1600) y (1610-1612),[8] embajador ante el papa Sixto V y representante del rey Felipe III en la negociación de la paz con Jacobo I de Inglaterra que se firmó el 29 de agosto de 1604.

Casó primero con María Téllez-Girón (m. 20 de febrero de 1608), hija de los I duques de Osuna. Casó en segundas nupcias en abril de 1608 con Juana Fernández de Córdoba Aragón y Enríquez de Cabrera, hija de los condes de Ampurias, y nieta de los duques de Medina de Rioseco. Sucedió su hijo del primer matrimonio:
- Íñigo Fernández de Velasco y Girón (m. 1607), VIII conde de Haro,[9] VIII señor de Belorado y caballero de la  Orden de Alcántara.[9]

Casó en 1594 con Magdalena de Borja Aragón y Velasco.  Sin descendencia, sucedió su medio hermano, hijo del segundo matrimonio de su padre:
- Juan Fernández de Velasco y Fernández de Córdoba (1598-1611), IX conde de Haro,[9] V marqués de Berlanga y XV señor de Tovar.

Casó con Juana de Córdoba y Cardona.  Al fallecer antes que su padre, no heredó el ducado de Frías y le sucedió su hermano:
- Bernardino Fernández de Velasco y Tovar (1609-31 de marzo de 1652),  X conde de Haro,[9] VI duque de Frías,[4] VI marqués de Berlanga,[9] VII condestable de Castilla de su linaje, comendador de Yeste en la Orden de Santiago, camarero mayor, copero mayor y cazador mayor de los reyes Felipe III y Felipe IV, embajador en la Santa Sede, presidente del consejo de Italia, consejero de Estado, virrey de Aragón y gobernador de Milán.[9]

Casó en primeras nupcias el 30 de septiembre de 1624 con Isabel María de Guzmán (m. 1640), V marquesa de Toral. Casó posteriormente el 17 de marzo de 1647 con María Sarmiento de Mendoza sin obtener descendencia. Sucedió su hijo del primer matrimonio:
- Íñigo Melchor Fernández de Velasco y Tovar (1635-27 de septiembre de 1696),  XI conde de Haro,[11] VII duque de Frías,[4]mayordomo mayor del rey Carlos II, VIII condestable de Castilla de su linaje, comendador de Usagre en la Orden de Santiago, gobernador de Galicia, de los Países Bajos, presidente del Consejo de la Órdenes y del consejo de Flandes.[11]

Contrajo un primer matrimonio el 28 de marzo de 1645 con Josefa Jacinta Fernández de Córdova Figueroa (m. 1664). Casó en segundas nupcias en 1671 con María Teresa de Benavides y Corella, camarera mayor de palacio. No tuvo descendencia masculina legítima y le sucedió su hijo:
- José Manuel Fernández de Velasco y Tovar (1665-19 de enero de 1713), XII conde de Haro,[12] VIII duque de Frías,[4] VIII marqués de Berlanga, V marqués de Jódar, mayordomo mayor del rey Felipe V.[12] Hijo de Francisco Baltasar de Velasco y Tovar, VII marqués de Berlanga, y María Catalina de Carvajal Enríquez y Sarmiento, IV marquesa de Jódar.[13]

Casó en primeras nupcias el 1 de agosto de 1678 con Ángela de Benavides Ponce de León (m. 1704) y en segundas el 20 de septiembre de 1705 con Ana María Téllez-Girón (m. 1717), sobrina de su primera esposa. Le sucedió su hijo del primer matrimonio:
- Bernardino Fernández de Velasco y Tovar (1685-25 de abril de 1727), XIII conde de Haro,[12] IX duque de Frías,[4] XIII conde de Haro, IX marqués de Berlanga, VI marqués de Jodar y VIII conde de Salazar de Velasco.[12]

Casó en abril de 1704 con María Petronila Rosa de Toledo y Portugal sin dejar descendencia. Pasó el título a un bisnieto del V duque de Frías.
- Agustín Fernández de Velasco y Bracamonte (1669-1741), XIV conde de Haro,[12] X duque de Frías,[4] IX conde de Salazar de Velasco, III marqués del Fresno, VI conde de Peñaranda de Bracamonte,[12] III vizconde de Sauquillo, gentilhombre de cámara y sumiller de corps del rey Felipe V.[12] Hijo de Pedro Fernández de Velasco, II marqués del Fresno, embajador en Inglaterra y Francia, miembro de los Consejos de Indias y de Estado, y de  Antonia de Bracamonte y Luna, V condesa de Peñaranda de Bracamonte. Fueron sus abuelos paternos Luis de Velasco y Tovar, I marqués del Fresno por concesión del rey Felipe IV el 11 de marzo de 1628, (hermano del VI duque de Frías), y Catalina de Velasco y Ayala.

Casó con Manuela Pimentel y Zúñiga, hija de los XII condes y IX duques de Benavente, le sucedió su hijo:
- Bernardino Fernández de Velasco y Pimentel (Madrid, 27 de mayo de 1707-27 de diciembre de 1771),[14] XV conde de Haro,[12] XI duque de Frías,[15] X conde de Salazar de Velasco, VII conde de Peñaranda de Bracamonte, IV vizconde de Sauquillo, XV conde de Alba de Liste, IV marqués de Cilleruelo y XVII conde de Luna.[12]

Casó el 1 de septiembre de 1728 con María Ana Josefa Téllez-Girón Pacheco. Sin descendencia masculina, le sucedió su hermano:
- Martín Fernández de Velasco (1729-17 de marzo de 1776), XVI conde de Haro,[16] XII duque de Frías,[15] V marqués del Fresno, XVI conde de Alba de Liste, IV duque de Arión, XI conde de Salazar de Velasco y V marqués de Cilleruelo.[16]

Casó el 2 de septiembre de 1755 con Isabel María Spínola Velasco de la Cueva, XVI condesa de Siruela, VI duquesa de San Pedro de Galatino, VII condesa de Valverde, VII marquesa de Santacara y princesa de Molfetta. Sin descendencia, le sucedió su sobrino nieto, hijo de Andrés Manuel Alonso Téllez-Girón Pacheco y Toledo, VIII duque de Uceda, conde de Montalbán, caballero del Toisón de Oro, y de la Gran Cruz de Carlos III, y de María Portería Fernández de Velasco y Téllez-Girón, hija del XI duque de Frías.
- Diego Fernández de Velasco (Madrid, 8 de noviembre de 1754-París, 11 de febrero de 1811),[16] XVII conde de Haro,[16] XIII duque de Frías,[15] IX duque de Uceda,[20] XIII marqués de Berlanga, XII conde de Salazar de Velasco, XVII conde de Alba de Liste, V conde de Oropesa, IX conde de Peñaranda de Bracamonte, XV conde de Fuensalida, XIII marqués de Villena, VIII marqués de Belmonte, VI marqués de Cilleruelo, VII conde de la Puebla de Montalbán, X marqués de Frómista, VIII marqués de Caracena, VIII conde de Pinto, IX marqués de Toral, XII marqués de Jarandilla, X marqués de Frechilla y Villarramiel, X marqués de Villar de Grajanejos, XIV conde de Alcaudete, XIV conde de Deleytosa, XIX conde de Luna, VII marqués del Fresno, IX conde de Colmenar de Oreja, caballero de la orden del Toisón de Oro y de la Orden de Santiago,[16] sumiller de corps del rey Carlos IV y mayordomo mayor del rey José I Bonaparte. Para poder suceder en el ducado de Frías varió el orden de sus apellidos, para llevar primero el Fernández de Velasco, como imponía el mayorazgo de rigurosa agnación del ducado de Frías.[21]

Casó el 17 de julio de 1780, en Madrid, con Francisca de Paula de Benavides de Córdoba de la Cueva y Moncada, hija de Antonio de Benavides y de la Cueva, teniente general de los Reales ejércitos, duque de Santiesteban, caballero del Toisón de Oro, y de María de la O Fernández de Córdoba. Sucedió su primogénito:
- Bernardino Fernández de Velasco (Madrid, 20 de junio de 1783-28 de mayo de 1851), XVIII conde de Haro, XIV duque de Frías,[15] X duque de Uceda,[20] XIV duque de Escalona,[16] XVIII conde de Alba de Liste, VIII conde de la Puebla de Montalbán, IX marqués de Belmonte, XIV marqués de Villena, X conde de Peñaranda de Bracamonte, XVI conde de Fuensalida, XVI conde de Oropesa, XI marqués de Frómista, IX marqués de Caracena, XIV marqués de Berlanga, X marqués de Toral, VIII marqués del Fresno, XIII marqués de Jarandilla, XI marqués de Frechilla y Villarramiel, XI marqués de Villar de los Grajanejos, V conde de Alcaudete, XV conde de Deleytosa, XIII conde de Salazar de Velasco, IX conde de Pinto, XX conde de Luna, X conde de Colmenar de Oreja y caballero del Toisón de Oro, de Calatrava.[16] Se cubrió como grande de España en 1814 siendo su padrino el duque de Osuna. Fue Presidente del Consejo de Ministros y Ministro de Estado (1838-1839), prócer del reino, senador por la provincia de León 1837-1845 y senador vitalicio 1845-1851.[22]

Casó en primeras nupcias el 24 de agosto de 1802, en Madrid, con María Ana Teresa de Silva Bazán y Waldstein (m. Madrid, 17 de enero de 1805), hija de los IX marqueses de Santa Cruz. Contrajo un segundo matrimonio en Alicante, el 2 de agosto de 1811 con María de la Piedad Roca de Togores y Valcárcel Escorcia y Pío de Saboya, (Benejúzar, 18 de mayo de 1787-Madrid, 17 de enero de 1830), hija de Juan Nepomuceno Roca de Togores y Scorcia, I conde de Pinohermoso, y de María Antonia de la Portería Valcárcel y Pio de Saboya, marquesa de Castel Rodrigo. Casó en terceras nupcias con Ana de Jaspe Macias (m. 1863) de quien había tenido un hijo antes de casarse que fue legitimado por real carta en 1838 cuando sus padres casaron y que sucedió en el ducado. En el condado de Haro sucedió su hijo del segundo matrimonio:
- Bernardino Fernández de Velasco y Roca de Togores, XIX conde de Haro.[23] Falleció en la infancia y le sucedió en el condado su medio hermano, que nació antes del tercer matrimonio de su padre y que fue legitimado.

- José María Bernardino Silverio Fernández de Velasco y Jaspe (París, 20 de junio de 1836-20 de mayo de 1888), XX conde de Haro,[23] XV duque de Frías,[15]  XV marqués de Berlanga, XVII conde de Fuensalida, XVII conde de Oropesa, X marqués de Belmonte, XI marqués de Toral, X marqués de Caracena, IX marqués del Fresno, XII marqués de Frómista, XII marqués de Frechilla y Villarramiel, XIV marqués de Jarandilla, XII marqués de Villar de Grajanejos, XVI conde de Alcaudete, XVI conde de Deleytosa, XIV conde de Salazar de Velasco, XI conde de Colmenar de Oreja, XII conde de Peñaranda de Bracamonte, XXII conde de Luna y maestrante de Sevilla.[23]

Casó en primeras nupcias el 12 de octubre de 1864, en París, con Victoria Balfe (m. 1871), con quien tuvo por hijos a Bernardino, Guillermo y Mencía. Contrajo un segundo matrimonio en 1880, en Biarritz, con María del Carmen Pignatelli de Aragón y Padilla, hija del príncipe del Sacro Romano Imperio Juan Vicente Pignatelli de Aragón y de María de Padilla y Laborde. Sucedió su hijo del primer matrimonio:
- Bernardino Fernández de Velasco y Balfe Jaspe y Roser (1 de mayo de 1866-3 de diciembre de 1916), XXI conde de Haro,[23] XVI duque de Frías,[15] XI marqués de Belmonte, XI marqués de Caracena, XIII marqués de Frechilla y Villarramiel, XV marqués de Jarandilla, XIII marqués de Villar de Grajanejos, XVII conde de Alcaudete, XVII conde de Deleytosa, XV conde de Salazar de Velasco y XII conde de Colmenar de Oreja.[23]

Casó en 1892 con Mary Cecile Boleyn Knowles (m. 1929), hija de sir Charles Knowles y Elisabeth Chapman. Fueron padres de una hija, Victoria Fernández de Velasco Knowles que fue XII marquesa de Belmonte, XII marquesa de Caracena, XIV marquesa de Frechilla y Villarramiel, XVI marquesa de Jarandilla, XIV marquesa de Villar de Grajanejos, XVIII condesa de Alcaudete, XIII condesa de Colmenar de Oreja, XVIII condesa de Deleytosa y XVI condesa de Salazar de Velasco. Sucedió su sobrino, hijo de su hermano Guillermo Fernández de Velasco Balfe Jaspe y Roser, XVII duque de Frías, y de su esposa Carolina Sforza Publicola de Santa Croce:
- José Fernández de Velasco y Sforza (Roma, 2 de julio de 1910-Madrid, 8 de mayo de 1986), XXII conde de Haro, XVIII duque de Frías,[15] XVII marqués de Berlanga,[26] XIX conde de Fuensalida, XIX conde de Oropesa, XIII marqués de Toral, XX conde de Alcaudete, XVI marqués de Frechilla y Villarramiel, caballero gran cruz de la Orden de Malta, y de orden americana de Isabel la Católica, del Fénix de Grecia y académico de la Real Academia de la Historia.[26]

Casó el 28 de junio de 1940 con María de Silva y Azlor de Aragón Carvajal y Hurtado de Zaldívar, sin descendencia. Sucedió su pariente en 1999, descendiente de Bernardina Fernández de Velasco, X duquesa de Uceda, hija del XIV duque de Frías y hermana del XV duque, hijo de Francisco Soto y Martorell, XX duque de Escalona, y de María Concepción Moreno-Santa María de Tejada:
- Francisco de Borja Soto y Moreno-Santa María, XXIII conde de Haro,«Orden de 4 de febrero de 1999 por la que se manda expedir, sin perjuicio de tercero de mejor derecho, Real Carta de Sucesión en el título de Conde de Haro, a favor de don Francisco de Borja Soto y Moreno-Santamaría». Boletín Oficial del Estado (9689). Madrid. 10 de marzo de 1999. p. 59. Consultado el 31 de diciembre de 2021.[26] XIX duque de Frías,[15][28] XXIII conde de Haro,[26] XXI duque de Escalona[29] y XXI marqués de Villena.[26]

Casó el 20 de diciembre de 2019 con Carmen de la Mora (n. 1985), escultora, hija de Germán de la Mora y de Carmen de Alós y Balderrábano, marquesa de Haro.